# Rauch Levin
Báró nyéki Rauch Levin (Lužnica, Zágráb vármegye, 1819. október 6. – Lužnica, Zágráb vármegye, 1890. augusztus 25.) osztrák-magyar politikus, Horvát-Szlavon-Dalmátország bánja, valódi belső titkos tanácsos, a főrendiház örökös tagja, a Szent István rend középkeresztese.

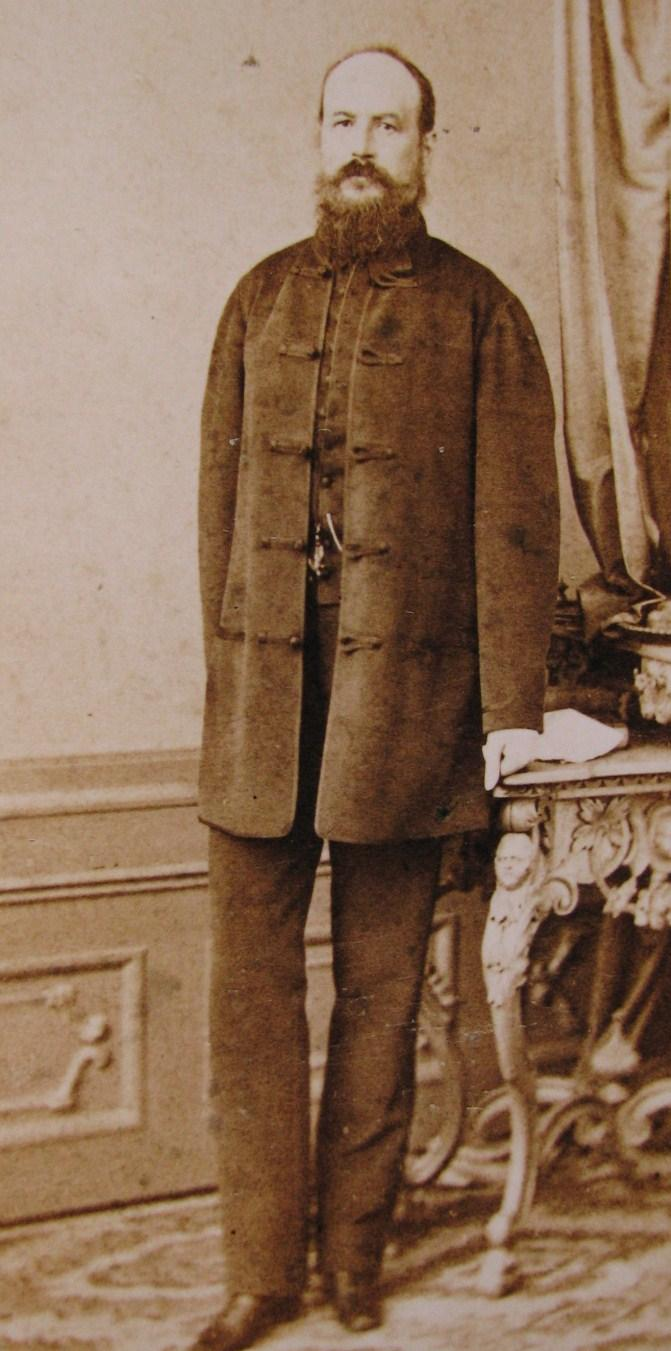
Báró nyéki Rauch Levin (1819–1890), Horvát-Szlavon-Dalmátország bánja

## Családja és származása
A magyar főnemesi báró nyéki Rauch család sarja. Atyja báró nyéki Rauch Dániel (1778–1831), császári királyi kamarás, anyja nagyjókai Farkas Erzsébet (1787–1858) volt. Apai nagyszülei báró nyéki Rauch Pál (c.1739–1815), ezredes, aki 1763. április 6-án bárói rangot szerzett Mária Terézia magyar királynőtől, és mezőszegedi Szegedy Anna asszony voltak; Rauch Pál báró és Szegedy Mária 1764. január 27-én Pozsonyban kötöttek házasságot (Rauch Pál báróné Szegedy Mária édestestvére, mezőszegedi Szegedy Ignác (1736–1796) Zala vármegye alispánja, földbirtokos, királyi tanácsos, volt). Anyai nagyszülei nagyjókai Farkas János és Fogler Erzsébet voltak. A nyéki Rauch család tekintélyének és vagyonának az alapítója, nyéki Rauch Levin ősapja, nyéki Rauch Dániel (fl. 1613–1663), nedelici főharmincados, a szlavóniai harmincadok főnöke volt; Rauch Dániel felesége, és egyben Levin ősanyja, Fürnberg Anna Jusztina (fl. 1657) volt. A nemességet és családi címert pedig ősapjuk, Rauch Levin, nagyszebeni polgár, 1557. május 28-án I. Ferdinánd magyar királytól szerezte meg.

## Élete
Zágrábban és Győrben tanult, majd 1838-ban a jogi tanulmányokra tért, és ezek befejeztével visszavonult gazdálkodni a családi földbirtokára. 1860-ban a horvát gazdasági egyesület elnökévé választotta, de az abszolút kormány nem erősítette meg a választást.  Magányából csak is az 1861-iki események szólították ki, azonban ekkor még feltűnőbb szerepet nem játszott. Rauch Levin tagja volt a horvát unionista pártnak, amely támogatta a horvát és magyar egyesítését. Az 1848-as szabadságharc után, Horvátország a Habsburgok hatalma alatti egy olyan terület lett, amely önálló volt Magyarországtól. Amikor az 1867-es kiegyezés, és az osztrák-magyar monarchia jött létre, 1867. június 27-én báró Rauch Levint Horvát-Szlavon-Dalmátország báni helytartójává nevezték ki. A kiegyezéssel, a horvát önállóság a Magyar Királyságon belül azonban megszűnt. Ekkor, nagy részben báró Rauch Levinnek köszönhetően, a magyar és horvát felek hosszú tárgyalások után megállapodásra jutottak, amellyel Horvátország szerzett önállóságának egy korábbi nagy részét, azonban maradtak korlátozások is. Rauch Levin bárót, hivatalosan 1868. december 8-án lett a bán, és egészen 1871. január 26-áig viselte ezt a méltóságot.
Lužnicán, 1890. augusztus 25-én hunyt el.

## Házassága és gyermekei
1850. március 14.-én feleségül vette gróf szomszédvári és medvedgrádi Sermage Antónia (1826–1913) kisasszonyt, császári és királyi palotahölgyet. Házasságukból született:
- báró Rauch Mária Anna Alice (1850-1924). Férje, báró Steeb Keresztély (1848-1921), cs. és kir. tanácsos, altábornagy.
- báró Rauch Viktor (Géza) (1852- † ?). Neje, benyói és urbanói Benyovszky Erzsébet (1871-1931).
- báró Rauch Mária (1854- † ?). Férje, buzini Jellachich Gyula (1834–1908), cs. és kir. kamarás.[13]
- báró Rauch Johanna Alexandra (1858-1926). Férje, báró Aichelburg-Labia Ferenc (1856-1927), cs. és kir. kamarás, linzi udvari tanácsos.
- báró Rauch Pál Kálmán (1865-1933), a horvát országgyűlés tagja, a magyar főrendiház öröskös tagja, Horvátország, Dalmácia és Szlavónia bánja. Neje, Baechlé Rozina (1869- †?).